# Mountain View (Oklahoma)
Mountain View és un poble dels Estats Units a l'estat d'Oklahoma. Segons el cens del 2000 tenia 880 habitants.

## Demografia
Segons el cens del 2000, Mountain View tenia 880 habitants, 381 habitatges, i 243 famílies. La densitat de població era de 679,5 habitants per km².
Dels 381 habitatges en un 25,7% hi vivien nens de menys de 18 anys, en un 51,2% hi vivien parelles casades, en un 10,5% dones solteres, i en un 36,2% no eren unitats familiars. En el 34,4% dels habitatges hi vivien persones soles el 19,9% de les quals corresponia a persones de 65 anys o més que vivien soles. El nombre mitjà de persones vivint en cada habitatge era de 2,25 i el nombre mitjà de persones que vivien en cada família era de 2,88.
Per edats la població es repartia de la següent manera: un 22,8% tenia menys de 18 anys, un 6,8% entre 18 i 24, un 22,4% entre 25 i 44, un 23,5% de 45 a 60 i un 24,4% 65 anys o més.
L'edat mediana era de 44 anys. Per cada 100 dones de 18 o més anys hi havia 71,9 homes.
La renda mediana per habitatge era de 21.583 $ i la renda mediana per família de 33.333 $. Els homes tenien una renda mediana de 23.250 $ mentre que les dones 19.375 $. La renda per capita de la població era de 16.677 $. Entorn del 19,1% de les famílies i el 20,3% de la població estaven per davall del llindar de pobresa.

## Poblacions més properes
El següent diagrama mostra les poblacions més properes.